# Spartakistupproret

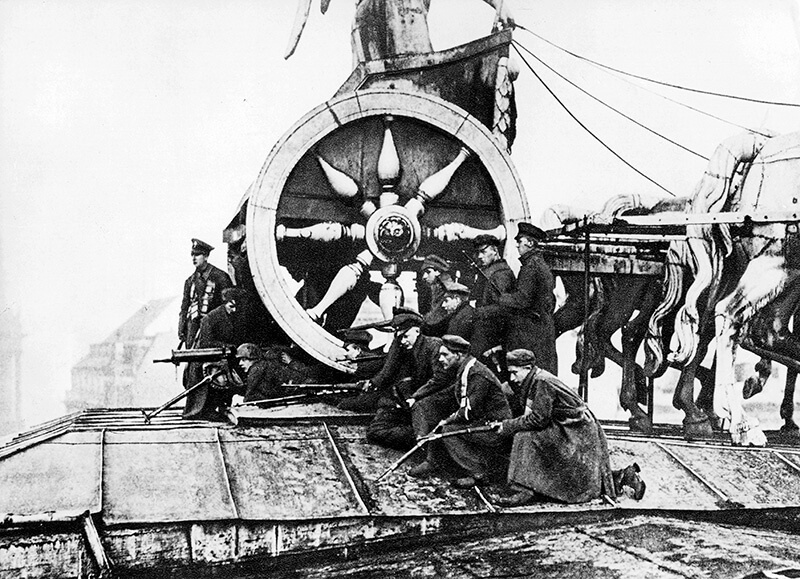
Tyska armésoldater (KPD) uppe på Brandenburger Tor under spartakistupproret, 9 januari 1919.

Spartakistupproret (tyska: Spartakusaufstand), även känt som Januariupproret (Januaraufstand), var en generalstrejk och ett väpnat uppror i Berlin den 5–12 januari 1919.
Upproret utbröt under en konfliktfylld period i Tysklands historia efter att kejsar Vilhelm II hade abdikerat den 9 november 1918, i samband med tyska novemberrevolutionen. Striden stod om hur landet skulle ledas framöver, antingen genom socialdemokrati eller genom arbetarråd likt de som införts av bolsjevikerna i Ryssland. Maktkampen stod mellan Tysklands socialdemokratiska parti (SPD), som leddes av Friedrich Ebert och Gustav Noske, och kommunisterna i Tysklands kommunistiska parti (KPD), lett av Karl Liebknecht och Rosa Luxemburg, som hade startat och ledde Spartacusförbundet (Spartakusbund).

## Berlinupproret
Den 4 januari samlades uppskattningsvis 200 000 människor i protest mot den Ebert-ledda regeringen. Anledningen till protesterna var ryktet att den kommunist-allierade polischefen Emil Eichhorn blivit avsatt från sin position. Folkmassorna tog kontroll över olika SPD-styrda regeringsbyggnader och järnvägsstationer samt lokaler som användes av SPD-styrda tidningen Vorwärts. Efter några dagars generalstrejk hade antalet deltagare stigit till runt 500 000 personer. Enligt den tyske historikern Sebastian Haffner hade upproret kunnat sluta med ett regimbyte. Folkupproret var dock spontant i sin karaktär och saknade tydlig ledning och koordination. Den 7 januari började folkmassorna delvis att skingras.
Den 11 januari beordrade Noske de nybildade Freikorps-förbanden att krossa det kommunistiska upproret i Berlin. Därefter följde dagar av blodiga stridigheter mellan regeringssoldater och beväpnade folkmassor, som sedan övergick i ett reellt inbördeskrig.  

## Efterföljande kommunistiska rörelser i Tyskland
I andra delar av Tyskland hade vänstern fortfarande makten sedan novemberrevolutionen. Den 10 januari utropades Bremen till en självstyrande sovjetisk (arbetarråd) republik under ledning av Johann Knief, ett beslut som hade röstats fram av de lokala kommunisterna tillsammans med oberoende socialdemokrater. I den industriella regionen Ruhr hotades den ledande socialdemokratin av ytterligare en generalstrejk. Arbetarna krävde sex timmars arbetsvecka och förstatligande av gruvindustrin, något som tidigare hade utlovats av socialdemokraterna. I södra Tyskland utropades den sovjetiska republiken Bayern den 12 april. Många liknande rörelser existerade i hela Tyskland under 1919. De kom alla att krossas av olika Freikorps-förband under ledning av SPD.  

## Mordet på Luxemburg och Liebknecht
| Rosa Luxemburg. |  | Karl Liebknecht. |
| Rosa Luxemburg. |  | Karl Liebknecht. |

De två ledarna för strejken, Rosa Luxemburg och Karl Liebknecht, dödades båda den 15 januari av soldater från ett Freikorps-förband, Garde-Kavallerie-Schützendivision, lett av Waldemar Pabst och lagligt verksamt under den socialdemokratiska regeringen. Luxemburg och Liebknecht fördes klockan 20.30 den 15 januari bort av fem soldater, från en lägenhet i Wilmersdorf, Berlin, där de hade gömt sig. De blev sedan förhörda och torterade i hotellet Eden under ledning av Pabst, innan de båda sköts ihjäl senare samma kväll. Pabst skrev i sin rapport att Liebknecht sköts "när han försökte fly" och Luxemburg "tillfångatogs av en arg folkhop". Ett flertal tidningar publicerade Pabsts rapport dagen därpå; tidningen Vorwärts skrev att Luxemburg "dödades av folket".